# 舞力全开 (安立奎·伊格莱西亚斯歌曲)
《舞力全开》是西班牙歌手安立奎·伊格莱西亚斯的一支单曲，收录在他的第十张录音室专辑《烈愛》中。该单曲由安立奎与古巴藝人德契墨·布宜諾和區域之人合作创作，西班牙语原版由这三位艺术家合唱，卡洛斯·保卡爾（Carlos Paucar）制作。
除西班牙语原版，安立奎与其他艺术家合作了其它语言版。西班牙语版和英语混合版的合作歌手为牙买加艺术家尚恩·保罗合作。葡萄牙语分两種版本，即巴西葡萄牙语和歐洲葡萄牙語。巴西葡萄牙语版与巴西歌手盧安·桑塔納合作，面向巴西市场；歐洲葡萄牙语版与葡萄牙歌手麥可·卡雷拉合作，面向葡萄牙市场。
《舞力全開》是安立奎在告示牌拉丁歌曲榜第25首冠軍歌曲，它在拉丁歌曲榜榜首蟬連長達41週之久。根據國際唱片業協會，《舞力全開》是2014年全球第10暢銷的歌曲，售出約800萬銷售單位（實際銷量與歌曲串流折算）。

## 音乐录影带
西班牙语版和西英混合版的音乐录影带均在聖多明哥拍摄。西班牙语版的音乐录影带在2014年4月10日首先由Univision播出，11日通过安立奎的Vevo账户向全世界播出。4月13日，西班牙语和英语混合版播出；7月7日，巴西葡萄牙语版播出；8月22日，葡萄牙葡萄语版播出。
音乐录影带由古巴制作人Alejandro Perez执导，拍摄地点为多米尼加共和国首都圣多明戈。影片中的舞者来自哈瓦那的利兹阿方索巴蕾舞团，领舞者为Ana Karla Suarez。至2017年6月，西班牙语版的音乐录影带在Youtube上播放了超过21亿次，而英語版的音樂錄影帶在Youtube上亦播放了超過2億次。《舞力全開》是安立奎的播放次数最多的音乐录影带，超过了他的2010年单曲I Like It，也是2014年播放次数第二多的音乐录影带，仅次于凱蒂·佩芮的《黑马》。同時《舞力全開》的西班牙語版音乐录影带是YouTube觀看次數第8多的影片，也是第一支突破10億播放量的西班牙語音乐录影带。

## 现场表演
2014年3月17日，安立奎在今日秀上现场表演了西班牙語版的《舞力全開》，以及《I'm a Freak》和《Heart Attack》。安立奎也在2014年的告示牌拉丁奖上现场表演了西班牙語版的《舞力全開》。
歌曲的英語版本於「梅西7月4日煙花盛會」作首次演出，其後亦於「全美一叮」、「早安美國」上與《I'm a Freak》和《Heart Attack》以串曲演唱。其後亦於「舞林爭霸」及「Fashion Rocks」上演唱了歌曲，並在「MTV歐洲音樂大獎」跟「Pitbull's New Year's Revolution」上與《I'm a Freak》組曲演唱。

## 商業成績
歌曲成為專輯《烈愛》裡商業最成功的歌曲，打進全球超過50個國家的排行榜，並於西班牙語及葡萄牙語地區取得更大的成功，打進哥倫比亞、多明尼加、墨西哥、葡萄牙、西班牙以及美國的拉丁歌曲榜單的冠軍位置。歌曲首週空降美國告示牌百強單曲榜第81位，歌曲的西班牙語版其後最高登上告示牌百強單曲榜第12位，成為伊格萊西亞斯於當地排行最高的西班牙語歌曲，超越了原本排行最高的《Loco》。這同時是自2011年的《Dirty Dancer》以來首支打進前20位的單曲，並成為伊格萊西亞斯的13支告示牌舞曲夜店歌曲榜冠軍單曲。直至2014年10月，歌曲已經在美國的下載量已經突破百萬。歌曲亦打進2014年美國告示牌年終百強單曲榜第38位，並在2015年獲美國唱片業協會認證為三白金唱片。
歌曲首週空降美國告示牌熱門拉丁歌曲榜第6位，並在第三週升上冠軍位置，成為其於專輯《烈愛》連續第3支熱門拉丁歌曲榜冠軍單曲，也是其本人第25支熱門拉丁歌曲榜冠軍單曲。2015年2月28日，歌曲在熱門拉丁歌曲榜的冠軍週數達到連續41週，打破了夏奇拉在2005年憑《La Tortura》於榜單獲得25週非連續冠軍週數的紀錄，成為熱門拉丁歌曲榜史上獲得冠軍週數最多的歌曲。
歌曲在歐洲同樣取得商業上的成功。歌曲打進葡萄牙、羅馬尼亞、烏克蘭、比利時、瑞士、意大利、芬蘭、荷蘭、俄羅斯、盧森堡、波蘭、塞爾維亞、保加利亞以及斯洛伐克榜單前10位，法國、捷克、希臘及土耳其榜單前20位，奧地利、德國及匈牙利榜單40位以及瑞典榜單前50位。歌曲亦於葡萄牙、羅馬尼亞、意大利、芬蘭、波蘭、塞爾維亞及斯洛伐克的西班牙語歌曲榜獲得冠軍。
歌曲在英國與愛爾蘭的商業表現相對欠佳。歌曲只在英國單曲榜最高登上第75位，並只在榜單逗留了1週。在愛爾蘭，歌曲空降第92位，最高登上第72位，並在榜單逗留了6週。歌曲在法國單曲榜最高登上第12位，成為自2011年的《Dirty Dancer》以來首支打進法國榜單的歌曲。在意大利，歌曲打進榜單冠軍位置，成為自2010年的《I Like It》以來排行最高的歌曲，並於冠軍位置逗留了13週。
在拉丁美洲，歌曲打進墨西哥跟哥倫比亞榜單冠軍位置，並打進巴西榜單前20位。
在加拿大百強單曲榜，歌曲的西班牙語版空降第52位，其後最高登上第13位，成為其首支打進前20位的西班牙語歌曲，同時是專輯裡排行最高的歌曲。

## 歌曲列表
| CD單曲 – 荷蘭 1. "舞力全開 Bailando" (featuring Sean Paul, Descemer Bueno and Gente de Zona) [English Version] – 4:02 CD單曲 – 沒有說唱英語版本 1. "舞力全開 Bailando" (featuring Descemer Bueno and Gente de Zona) [English Version without rap] – 4:02 線上下載 1. "舞力全開 Bailando" (featuring Sean Paul, Descemer Bueno and Gente de Zona) [English Version] – 4:02 2. "舞力全開 Bailando" (featuring Descemer Bueno and Gente de Zona) – 4:03 線上下載 – 巴西版 1. "舞力全開 Bailando" (featuring Luan Santana, Descemer Bueno and Gente de Zona) [Portuguese (Brazil) Version] – 4:03 線上下載 – 葡萄牙版 1. "舞力全開 Bailando" (featuring Mickael Carreira, Descemer Bueno and Gente de Zona) [Portuguese (Portugal) Version] – 4:03 線上下載 – 混音 1. "舞力全開 Bailando" (featuring Sean Paul, Descemer Bueno and Gente de Zona) [Dubble Dutch Remix] – 4:20 2. "舞力全開 Bailando" (featuring Sean Paul, Descemer Bueno and Gente de Zona) [Gregor Salto Remix] – 3:52 3. "舞力全開 Bailando" (featuring Sean Paul, Descemer Bueno and Gente de Zona) [DJ Blass Remix] – 3:57 4. "舞力全開 Bailando" (featuring Sean Paul, Descemer Bueno and Gente de Zona) [Kizzo Remix] – 3:31 5. "舞力全開 Bailando" (featuring Sean Paul, Descemer Bueno and Gente de Zona) [Kassiano Remix] – 4:05 6. "舞力全開 Bailando" (featuring Sean Paul, Descemer Bueno and Gente de Zona) [Matoma Remix] – 5:22 7. "舞力全開 Bailando" (featuring Sean Paul, Descemer Bueno and Gente de Zona) [Cineplexx Remix] – 5:08 8. "舞力全開 Bailando" (featuring Sean Paul, Descemer Bueno and Gente de Zona) [Mr.Beat Remix] – 6:00 | 線上下載 – 混音 1. "舞力全開 Bailando" (featuring Sean Paul, Descemer Bueno and Gente de Zona) [Dubble Dutch Remix] – 4:20 2. "舞力全開 Bailando" (featuring Sean Paul, Descemer Bueno and Gente de Zona) [Gregor Salto Remix] – 3:52 3. "舞力全開 Bailando" (featuring Sean Paul, Descemer Bueno and Gente de Zona) [DJ Blass Remix] – 3:57 4. "舞力全開 Bailando" (featuring Sean Paul, Descemer Bueno and Gente de Zona) [Kizzo Remix] – 3:31 5. "舞力全開 Bailando" (featuring Sean Paul, Descemer Bueno and Gente de Zona) [Kassiano Remix] – 4:05 6. "舞力全開 Bailando" (featuring Sean Paul, Descemer Bueno and Gente de Zona) [Matoma Remix] – 5:22 7. "舞力全開 Bailando" (featuring Sean Paul, Descemer Bueno and Gente de Zona) [Cineplexx Remix] – 5:08 8. "舞力全開 Bailando" (featuring Descemer Bueno and Gente de Zona) [The Infantry Remix] – 3:33 9. "舞力全開 Bailando" (featuring Descemer Bueno and Gente de Zona) [DJ Chino Tropical Pop Remix] – 3:12 10. "舞力全開 Bailando" (featuring Descemer Bueno and Gente de Zona) [Vein Dance Remix] – 3:33 11. "舞力全開 Bailando" (featuring Luan Santana, Descemer Bueno and Gente de Zona) [Brazilian Version] – 4:03 12. "舞力全開 Bailando" (featuring Mickael Carreira, Descemer Bueno and Gente de Zona) [Portuguese Version] – 4:02 |

## 榜单成绩
| 榜單（2014年）                             | 最高位置 |
| ------------------------------------------ | -------- |
| 澳洲（ARIA）                               | 52       |
| 奥地利（Ö3四十强单曲榜）                   | 42       |
| 比利时佛兰德（Ultratop五十强单曲榜）       | 6        |
| 比利时瓦隆（Ultratop五十强单曲榜）         | 8        |
| 巴西（《告示牌》Brasil Hot 100）[b]        | 11       |
| 哥倫比亞（Music Weekly Asia）              | 1        |
| 加拿大（Canadian Hot 100）                 | 13       |
| 加拿大（《告示牌》Canada CHR）             | 18       |
| 加拿大（《告示牌》Canada Hot AC）          | 33       |
| 哥倫比亞（National-Report）                | 1        |
| 克羅埃西亞（Croatian Airplay Radio Chart） | 19       |
| 捷克（電台百強單曲榜）                     | 20       |
| 捷克（百強數位單曲榜） 西班牙語版          | 13       |
| 多明尼加（Monitor Latino）                 | 1        |
| 歐洲（European Hot 100）                   | 7        |
| 芬兰（芬蘭官方單曲榜）                     | 10       |
| 芬蘭（芬兰官方下载榜）                     | 1        |
| 法國（SNEP）                               | 12       |
| 德国（德國官方單曲榜）                     | 31       |
| 匈牙利（四十強單曲榜）                     | 33       |
| 愛爾蘭（愛爾蘭唱片音樂協會单曲榜）         | 72       |
| 以色列（Media Forest）                     | 3        |
| 意大利（FIMI）                             | 1        |
| 盧森堡數位歌曲（《告示牌》）               | 10       |
| 墨西哥（《告示牌》Mexican Airplay）        | 1        |
| 墨西哥（Monitor Latino）                   | 1        |
| 荷蘭（Dutch Top 40）                       | 5        |
| 荷兰（百强单曲榜）                         | 3        |
| 波蘭（波蘭百大電台榜） 西班牙語版          | 4        |
| 波蘭（波蘭五十強舞曲榜）                   | 1        |
| 葡萄牙（《告示牌》）                       | 1        |
| 俄羅斯（TopHit）                           | 4        |
| 塞爾維亞（IFPI）                           | 1        |
| 斯洛伐克（電台百強單曲榜）                 | 1        |
| 斯洛伐克（百強數位單曲榜） 西班牙語版      | 8        |
| 西班牙（西班牙音樂製作協會）               | 1        |
| 瑞典（瑞典最熱榜）                         | 47       |
| 瑞士（瑞士热门音乐榜）                     | 4        |
| 土耳其（Turkish Singles Chart）            | 11       |
| 英國（Official Charts Company）            | 75       |
| 美国（《告示牌》百大單曲榜）               | 12       |
| 美國（《告示牌》热门拉丁歌曲）             | 1        |
| 美國（《告示牌》Latin Pop Airplay）        | 1        |
| 美國（《告示牌》Tropical Airplay）         | 1        |
| 美國（《告示牌》成人當代單曲榜）           | 38       |
| 美國（《告示牌》Adult Pop Airplay）        | 28       |
| 美國（《告示牌》Dance Club Songs）         | 1        |
| 美國（《告示牌》Pop Airplay）              | 10       |
| 美國（《告示牌》Rhythmic Songs）           | 30       |
| 委內瑞拉（Record Report）                  | 17       |

| 榜單（2014年）                         | 位置 |
| -------------------------------------- | ---- |
| 比利時瓦隆尼亞（Ultratop五十強單曲榜） | 46   |
| 加拿大（Canadian Hot 100）             | 54   |
| 多明尼加（Monitor Latino）             | 2    |
| 意大利（FIMI）                         | 1    |
| 荷蘭（百強單曲榜）                     | 18   |
| 瑞士（瑞士熱門音樂榜）                 | 12   |
| 美国（《告示牌》百大單曲榜）           | 38   |
| 美國（《告示牌》拉丁電台歌曲榜）       | 1    |
| 美國（《告示牌》拉丁歌曲榜）           | 1    |
| 美國（《告示牌》拉丁流行歌曲榜）       | 1    |
| 美國（《告示牌》熱帶歌曲榜）           | 1    |

| 榜單（2015年）                   | 位置 |
| -------------------------------- | ---- |
| 意大利（FIMI）                   | 16   |
| 美國（《告示牌》拉丁電台歌曲榜） | 11   |
| 美國（《告示牌》拉丁歌曲榜）     | 10   |
| 美國（《告示牌》拉丁流行歌曲榜） | 10   |

## 認證
| 地區                                                       | 认证     | 认证单位/销量 |
| ---------------------------------------------------------- | -------- | ------------- |
| 澳大利亚（澳大利亚唱片业协会）                             | 金       | 35,000^       |
| 比利时（比利時唱片音樂協會）                               | 白金     | 30,000*       |
| 加拿大（加拿大音乐协会）                                   | 3× 白金  | 0*            |
| 德国（聯邦音樂產業協會）                                   | 金       | 150,000‡      |
| 意大利（意大利音乐产业联盟）                               | 钻石     | 500,000‡      |
| 墨西哥（墨西哥音像製品協會） 西班牙語版                    | 5×       | 1,650,000*    |
| 荷兰（荷蘭音像製品製作與進口協會）                         | 白金     | 20,000^       |
| 波兰（波蘭音像製造商協會）                                 | 白金     | 20,000        |
| 西班牙（西班牙音樂製作協會）                               | 10× 白金 | 400,000*      |
| 瑞典（瑞典唱片業協會）                                     | 白金     | 40,000‡       |
| 瑞士（國際唱片業協會瑞士分会）                             | 白金     | 30,000^       |
| 英国（英国唱片业协会）                                     | 银       | 200,000‡      |
| 美国（美國唱片業協會）                                     | 3× 白金  | 1,000,000     |
| *僅含認證的實際銷量 ^僅含認證的出貨量 ‡僅含認證的+實際銷量 |          |               |

## 發行歷史
| 地區   | 日期          | 形式     | 來源   |
| ------ | ------------- | -------- | ------ |
| 法國   | 2014年4月28日 | 線上下載 | [ 93 ] |
| 紐西蘭 | 2014年4月28日 | 線上下載 | [ 94 ] |
| 意大利 | 2014年4月28日 | 線上下載 | [ 95 ] |
| 德國   | 2014年5月2日  | 線上下載 | [ 96 ] |
| 美國   | 2014年5月26日 | 主流電台 | [ 97 ] |
| 意大利 | 2014年6月20日 | 主流電台 | [ 98 ] |